# Franciaország repülőtereinek listája

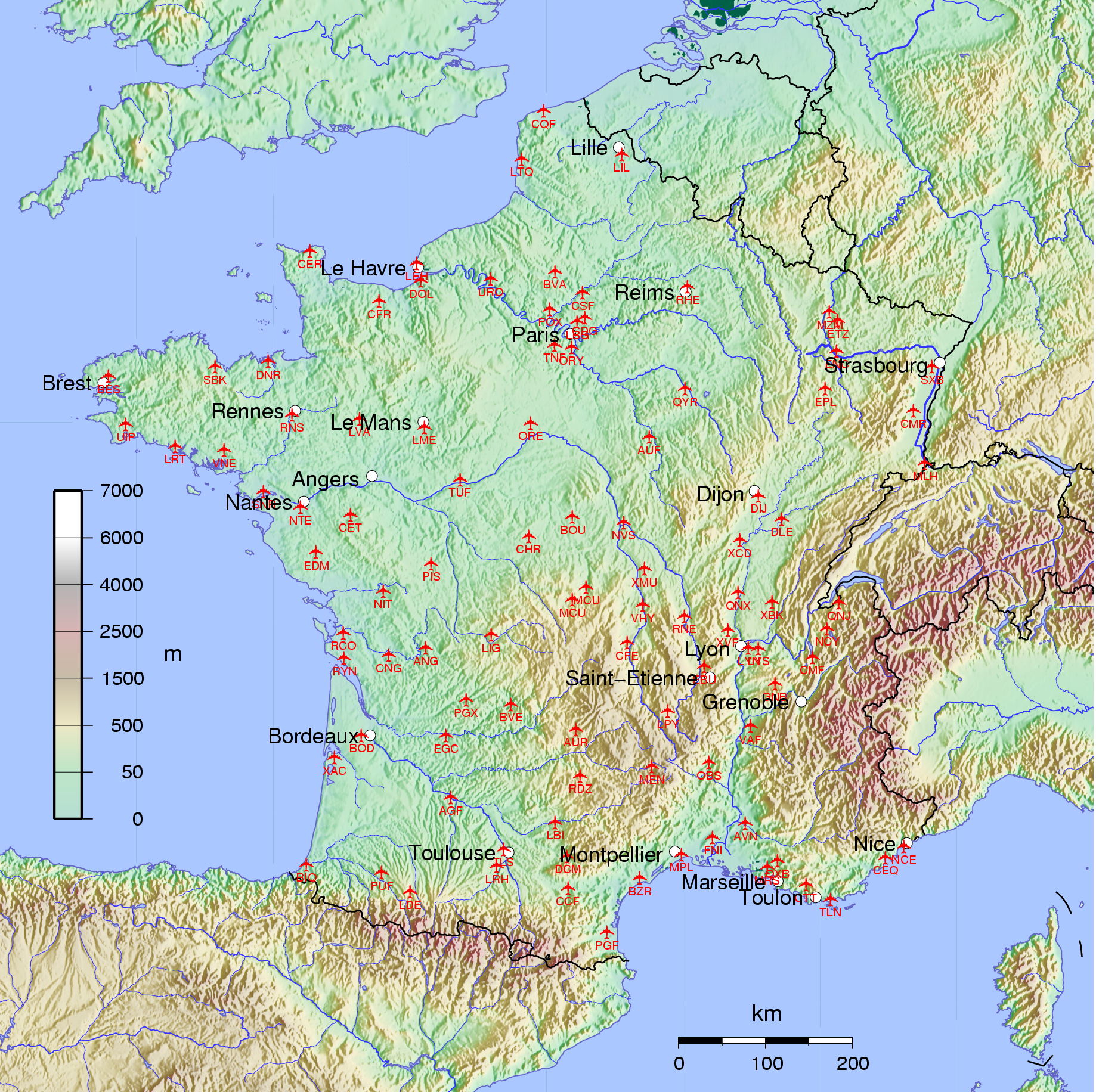
Repülőterek Franciaországban

Franciaország Nyugat-Európában helyezkedik el, de a gyarmati időkben rengeteg tengeren túli területre is szert tett, melyekkel ma is szoros kapcsolatban áll. Nemzetközi jelentősége miatt a repülés rendkívül fontos az országnak, mivel a távoli, egykori francia területekkel csak a légi közlekedés kapcsolja össze. Nemzetközi légitársasága az Air France.

## Legforgalmasabb repülőtere
A Párizs-Charles de Gaulle repülőtér (franciául Aéroport Paris-Charles-de-Gaulle) vagy röviden csak Roissy repülőtér (Roissy) (IATA: CDG, ICAO: LFPG) nemzetközi repülőtér, a világ egyik legjelentősebb légi kikötője és Franciaország legfontosabb repülőtere. Névadója Charles de Gaulle (1890-1970), a szabad francia haderők vezetője és az Ötödik Köztársaság megalapítója volt.
2006-ban a Charles de Gaulle 541 566 le- és felszállással a gépmozgások tekintetében első helyen állt Európában, megelőzve a Frankfurti repülőteret (489 406) és a Heathrow-t (477 029). A földrészen a teherforgalomban is első volt 2 130 724 tonnával, Frankfurt (2 127 646 tonna), Schiphol (1 566 828 tonna) és Heathrow (1 343 930 tonna) előtt. Utasforgalom alapján a repülőtér második volt Európában 56 849 567 utassal, csak a londoni Heathrow előzte meg (67 530 197 fővel).

## Repülőterek listája
Franciaország repülőterei ábécé sorrendben:
| Név                                           | Közigazgatási egység                                                                         | IATA             | ICAO             | Kezelő                                                          | Kép |
| --------------------------------------------- | -------------------------------------------------------------------------------------------- | ---------------- | ---------------- | --------------------------------------------------------------- | --- |
| Agen repülőtér                                | Estillac                                                                                     | AGF              | LFBA             |                                                                 |     |
| Ahe repülőtér                                 | Francia Polinézia                                                                            | AHE              | NTHE             |                                                                 |     |
| Airport Le Mans-Arnage                        | Le Mans                                                                                      | LME              | LFRM             |                                                                 |     |
| Aix-Les Milles repülőtér                      | Aix-en-Provence                                                                              | QXB              | LFMA             | Edeis                                                           |     |
| Ajaccio Napoleon Bonaparte repülőtér          | Ajaccio                                                                                      | AJA              | LFKJ             |                                                                 |     |
| Alençon - Valframbert repülőtér               | Franciaország                                                                                |                  | LFOF             |                                                                 |     |
| Anaa repülőtér                                | Francia Polinézia                                                                            | AAA              | NTGA             |                                                                 |     |
| Angers Loire repülőtér                        | Marcé                                                                                        | ANE              | LFJR             |                                                                 |     |
| Angoulême – Brie – Champniers repülőtér       | Champniers                                                                                   | ANG              | LFBU             | SNC-Lavalin                                                     |     |
| Annecy repülőtér                              | Épagny-Metz-Tessy                                                                            | NCY              | LFLP             | SNC-Lavalin                                                     |     |
| Apataki repülőtér                             | Francia Polinézia                                                                            | APK              | NTGD             |                                                                 |     |
| Aratika Airport                               | Franciaország                                                                                | RKA              | NTKK             |                                                                 |     |
| Arutua Airport                                | Francia Polinézia                                                                            | AXR              | NTGU             |                                                                 |     |
| Atuona repülőtér                              | Hiva-Oa                                                                                      | AUQ HIX          | NTMN             |                                                                 |     |
| Aurillac repülőtér                            | Aurillac                                                                                     | AUR              | LFLW             |                                                                 |     |
| Auxerre – Branches Aerodrome                  | Franciaország                                                                                | AUF              | LFLA             | SNC-Lavalin                                                     |     |
| Avignon–Caumont repülőtér                     | Montfavet Avignon                                                                            | AVN              | LFMV             |                                                                 |     |
| Aérodrome de Chailley                         | Chailley                                                                                     |                  | LFJM             |                                                                 |     |
| Baillif repülőtér                             | Franciaország                                                                                | BBR              | TFFB             |                                                                 |     |
| Bar-le-Duc - Les Hauts-de-Chée Airport        | Franciaország                                                                                |                  | LFEU             |                                                                 |     |
| Bastia–Poretta repülőtér                      | Lucciana                                                                                     | BIA              | LFKB             |                                                                 |     |
| Bergerac Dordogne Périgord repülőtér          | Bergerac                                                                                     | EGC              | LFBE             |                                                                 |     |
| Biarritz Pays Basque repülőtér                | Anglet                                                                                       | BIQ              | LFBZ             |                                                                 |     |
| Bora Bora repülőtér                           | Francia Polinézia                                                                            | BOB              | NTTB             |                                                                 |     |
| Bordeaux–Mérignac repülőtér                   | Mérignac                                                                                     | BOD              | LFBD             |                                                                 |     |
| Brest Bretagne repülőtér                      | Guipavas                                                                                     | BES              | LFRB             |                                                                 |     |
| Brive repülőtér                               | Corrèze                                                                                      | BVE              | LFBV             |                                                                 |     |
| Brive–Souillac repülőtér                      | Nespouls                                                                                     | BVE              | LFSL             |                                                                 |     |
| Bázel–Mulhouse–Freiburg-EuroAirport repülőtér | Saint-Louis                                                                                  | BSL MLH EAP      | LFSB             |                                                                 |     |
| Béziers Cap d’Agde repülőtér                  | Vias Portiragnes                                                                             | BZR              | LFMU             |                                                                 |     |
| Caen–Carpiquet repülőtér                      | Carpiquet                                                                                    | CFR              | LFRK             |                                                                 |     |
| Calais-Dunkerque repülőtér                    | Marck                                                                                        | CQF              | LFAC             | Grand Calais Terres et Mers                                     |     |
| Calvi–Sainte-Catherine repülőtér              | Calvi                                                                                        | CLY              | LFKC             |                                                                 |     |
| Cannes - Mandelieu repülőtér                  | Cannes                                                                                       | CEQ              | LFMD             | Aéroports de la Côte d'Azur                                     |     |
| Carcassonne repülőtér                         | Carcassonne                                                                                  | CCF              | LFMK             | Transdev                                                        |     |
| Castres-Mazamet repülőtér                     | Labruguière                                                                                  | DCM              | LFCK             | Chambre de commerce et d'industrie du Tarn                      |     |
| Cayenne–Félix Eboué repülőtér                 | Matoury                                                                                      | CAY              | SOCA             |                                                                 |     |
| Chalais repülőtér                             | Franciaország                                                                                |                  | LFIH             |                                                                 |     |
| Chalon – Champforgeuil repülőtér              | Champforgeuil                                                                                | XCD              | LFLH             | SNC-Lavalin                                                     |     |
| Chambley-Bussières légibázis                  | Franciaország                                                                                |                  | LFJY             | Armée de l'air française                                        |     |
| Chambéry repülőtér                            | Viviers-du-Lac                                                                               | CMF              | LFLB             | Vinci Airports                                                  |     |
| Chaumont Aerodrome - La Vendue                | Haute-Marne                                                                                  |                  | LFSY             |                                                                 |     |
| Cherbourg-Maupertus repülőtér                 | Gonneville-le-Theil                                                                          | CER              | LFRC             | SNC-Lavalin                                                     |     |
| Châlons Vatry repülőtér                       | Vatry                                                                                        | XCR              | LFOK             |                                                                 |     |
| Château-Arnoux-Saint-Auban repülőtér          | Franciaország                                                                                |                  | LFMX             |                                                                 |     |
| Châteauroux repülőtér                         | Déols                                                                                        | CHR              | LFLX             | Région Centre-Val de Loire                                      |     |
| Clermont-Ferrand Auvergne repülőtér           | Aulnat                                                                                       | CFE              | LFLC             | Vinci Airports                                                  |     |
| Cognac-Châteaubernard Airport                 | Châteaubernard                                                                               | CNG              | LFBG             |                                                                 |     |
| Colmar Airport                                | Houssen Colmar                                                                               | CMR              | LFGA             |                                                                 |     |
| Courchevel repülőtér                          | Courchevel                                                                                   | CVF              | LFLJ             |                                                                 |     |
| Deauville–Normandie repülőtér                 | Saint-Gatien-des-Bois                                                                        | DOL              | LFRG             |                                                                 |     |
| Dijon-Bourgogne Airport                       | Ouges                                                                                        | DIJ              | LFSD             | SNC-Lavalin                                                     |     |
| Dinard–Pleurtuit–Saint-Malo repülőtér         | Pleurtuit Saint-Lunaire                                                                      | DNR              | LFRD             |                                                                 |     |
| Dole-Jura repülőtér                           | Tavaux                                                                                       | DLE              | LFGJ             | Edeis                                                           |     |
| Dzaoudzi–Pamandzi nemzetközi repülőtér        | Pamandzi                                                                                     | DZA              | FMCZ             | SNC-Lavalin                                                     |     |
| Faaite repülőtér                              | Tuamotu-szigetek                                                                             | FAC              | NTKF             |                                                                 |     |
| Fakahina Airport                              | Franciaország                                                                                | FHZ              | NTKH             |                                                                 |     |
| Fakarava Airport                              | Francia Polinézia                                                                            | FAV              | NTGF             |                                                                 |     |
| Fangatau Airport                              | Tuamotu-Gambier-szigetek                                                                     | FGU              | NTGB             |                                                                 |     |
| Figari Sud-Corse repülőtér                    | Figari                                                                                       | FSC              | LFKF             |                                                                 |     |
| Francazal Airport                             | Franciaország                                                                                | No/unknown value | LFBF             |                                                                 |     |
| Frejus repülőtér                              | Franciaország                                                                                | FRJ              | LFTU             |                                                                 |     |
| Gap – Tallard repülőtér                       | Tallard                                                                                      | GAT              | LFNA             |                                                                 |     |
| Grand-Santi repülőtér                         | Grand-Santi                                                                                  | GSI              | SOGS             | Conseil général de la Guyane                                    |     |
| Grenoble – Le Versoud repülőtér               | Franciaország                                                                                |                  | LFLG             |                                                                 |     |
| Grenoble-Mermoz repülőtér                     | Grenoble                                                                                     | No/unknown value | No/unknown value |                                                                 |     |
| Grenoble–Isère repülőtér                      | Saint-Étienne-de-Saint-Geoirs                                                                | GNB              | LFLS             |                                                                 |     |
| Haguenau repülőtér                            | Franciaország                                                                                |                  | LFSH             |                                                                 |     |
| Hao repülőtér                                 | Hao szigetcsoport Francia Polinézia                                                          | HOI              | NTTO             |                                                                 |     |
| Havre - Saint-Romain-de-Colbosc repülőtér     | Le Havre                                                                                     |                  | LFOY             |                                                                 |     |
| Hienghène repülőtér                           | Új-Kaledónia                                                                                 | HNG              |                  |                                                                 |     |
| Hikueru repülőtér                             | Tuamotu-Gambier-szigetek                                                                     | HHZ              | NTGH             |                                                                 |     |
| Huahine-Fare repülőtér                        | Francia Polinézia                                                                            | HUH              | NTTH             |                                                                 |     |
| Kauehi aerodrome                              | Franciaország                                                                                | KHZ              | NTKA             |                                                                 |     |
| Kaukura repülőtér                             | Francia Polinézia                                                                            | KKR              | NTGK             |                                                                 |     |
| Koné repülőtér                                | Franciaország                                                                                | KNQ              | NWWD             |                                                                 |     |
| Kourou repülőtér                              | Franciaország                                                                                | QKR              | SOOK             |                                                                 |     |
| La Désirade Airport                           | Guadeloupe                                                                                   | DSD              | TFFA             |                                                                 |     |
| La Roche-sur-Yon - Les Ajoncs Airport         | La Roche-sur-Yon                                                                             | EDM              | LFRI             |                                                                 |     |
| La Rochelle–Île de Ré repülőtér               | La Rochelle                                                                                  | LRH              | LFBH             |                                                                 |     |
| La Tontouta nemzetközi repülőtér              | Païta                                                                                        | NOU              | NWWW             |                                                                 |     |
| Lannion – Côte de Granit repülőtér            | Lannion                                                                                      | LAI              | LFRO             |                                                                 |     |
| Lantheuil airfield                            |                                                                                              |                  |                  |                                                                 |     |
| Laval - Entrammes Airport                     | Franciaország                                                                                | LVA              | LFOV             | Syndicat mixte de l'aéroport de Laval-Entrammes                 |     |
| Le Bourget repülőtér                          | Le Bourget                                                                                   | LBG              | LFPB             | Groupe ADP                                                      |     |
| Le Castellet airport                          | Var                                                                                          | CTT              | LFMQ             |                                                                 |     |
| Le Havre repülőtér                            | Octeville-sur-Mer Le Havre                                                                   | LEH              | LFOH             | SNC-Lavalin                                                     |     |
| Le Puy – Loudes repülőtér                     | Chaspuzac                                                                                    | LPY              | LFHP             |                                                                 |     |
| Le Touquet–Côte d'Opale repülőtér             | Le Touquet-Paris-Plage                                                                       | LTQ              | LFAT             |                                                                 |     |
| Lesparre - Saint-Laurent-Médoc repülőtér      | Franciaország                                                                                |                  | LFDU             |                                                                 |     |
| Lessay repülőtér                              | Franciaország                                                                                |                  | LFOM             | Conseil départemental de la Manche                              |     |
| Lifou Airport                                 | Új-Kaledónia                                                                                 | LIF              | NWWL             |                                                                 |     |
| Lille-Lesquin repülőtér                       | Lesquin                                                                                      | LIL              | LFQQ             |                                                                 |     |
| Limoges–Bellegarde repülőtér                  | Limoges                                                                                      | LIG              | LFBL             |                                                                 |     |
| Lorient South Brittany repülőtér              | Ploemeur                                                                                     | LRT              | LFRH             | Chambre de commerce et d'industrie du Morbihan                  |     |
| Lunéville-Croismare repülőtér                 | Franciaország                                                                                |                  | LFQC             |                                                                 |     |
| Lyon-Bron repülőtér                           | Bron                                                                                         | LYN              | LFLY             |                                                                 |     |
| Lyon–Saint-Exupéry repülőtér                  | Colombier-Saugnieu                                                                           | LYS              | LFLL             |                                                                 |     |
| Manihi repülőtér                              | Francia Polinézia                                                                            | XMH              | NTGI             |                                                                 |     |
| Maripasoula repülőtér                         | Maripasoula                                                                                  | MPY              | SOOA             | Conseil général de la Guyane                                    |     |
| Marseille Provence repülőtér                  | Marignane                                                                                    | MRS              | LFML             | Aéroport Marseille Provence                                     |     |
| Martinique Aimé Césaire nemzetközi repülőtér  | Le Lamentin                                                                                  | FDF              | TFFF             |                                                                 |     |
| Maré repülőtér                                | Maré                                                                                         | MEE              | NWWR             |                                                                 |     |
| Maupiti repülőtér                             | Francia Polinézia                                                                            | MAU              | NTTP             |                                                                 |     |
| Megève Aerodrome                              | Franciaország                                                                                | MVV              | LFHM             |                                                                 |     |
| Melun-Villaroche repülőtér                    | Melun                                                                                        |                  | LFPM             |                                                                 |     |
| Metz-Frescaty repülőtér                       | Metz                                                                                         | MZM              | LFSF             | Armée de l'air française                                        |     |
| Metz–Nancy–Lorraine repülőtér                 | Goin                                                                                         | ETZ              | LFJL             | Conseil régional de Lorraine                                    |     |
| Meucon repülőtér                              | Monterblanc                                                                                  | VNE              | LFRV             | SNC-Lavalin SEALAV Edeis                                        |     |
| Miquelon repülőtér                            | Miquelon-sziget                                                                              | MQC              | LFVM             |                                                                 |     |
| Montbéliard – Courcelles repülőtér            | Courcelles-lès-Montbéliard                                                                   | XMF              | LFSM             |                                                                 |     |
| Montpellier–Méditerranée repülőtér            | Mauguio                                                                                      | MPL              | LFMT             |                                                                 |     |
| Moorea repülőtér                              | Moorea-Maiao                                                                                 | MOZ              | NTTM             |                                                                 |     |
| Morlaix–Ploujean repülőtér                    | Ploujean                                                                                     | MXN              | LFRU             |                                                                 |     |
| Mourmelon repülőtér                           | Franciaország                                                                                |                  | LFXM             | Armée de l'air française                                        |     |
| Mueo repülőtér                                | Franciaország                                                                                | PDC              | NWWQ             |                                                                 |     |
| Nancy-Essey repülőtér                         | Tomblaine                                                                                    | ENC              | LFSN             |                                                                 |     |
| Nantes Atlantique repülőtér                   | Bouguenais                                                                                   | NTE              | LFRS             | Société concessionnaire Aéroports du Grand Ouest                |     |
| Napuka repülőtér                              | Francia Polinézia                                                                            | NAU              | NTGN             |                                                                 |     |
| Nesson repülőtér                              | Franciaország                                                                                | No/unknown value | NWWH             |                                                                 |     |
| Nevers-Fourchambault Airport                  | Marzy                                                                                        | NVS              | LFQG             |                                                                 |     |
| Niau repülőtér                                | Tuamotu-Gambier-szigetek                                                                     | NIU              | NTKN             |                                                                 |     |
| Nizza Côte d’Azur repülőtér                   | Nizza                                                                                        | NCE              | LFMN             | Aéroports de la Côte d'Azur                                     |     |
| Nouméa Magenta repülőtér                      | Nouméa                                                                                       | GEA              | NWWM             |                                                                 |     |
| Nuku Hiva Airport                             | Nuku-Hiva                                                                                    | NHV              | NTMD             |                                                                 |     |
| Nukutavake repülőtér                          | Nukutavake                                                                                   | NUK              | NTGW             |                                                                 |     |
| Nîmes-Alès-Camargue-Cévennes repülőtér        | Saint-Gilles                                                                                 | FNI              | LFTW             | SNC-Lavalin Veolia Edeis                                        |     |
| Orléans – Saint-Denis-de-l'Hôtelrepülőtér     | Saint-Denis-de-l’Hôtel                                                                       | ORE              | LFOZ             |                                                                 |     |
| Ouvéa repülőtér                               | Ouvéa                                                                                        | UVE              | NWWV             |                                                                 |     |
| Pau Pyrénées repülőtér                        | Uzein                                                                                        | PUF              | LFBP             |                                                                 |     |
| Perpignan–Rivesaltes repülőtér                | Perpignan Peyrestortes Rivesaltes                                                            | PGF              | LFMP             | Transdev                                                        |     |
| Pierrefonds repülőtér                         | Saint-Pierre                                                                                 | ZSE              | FMEP             |                                                                 |     |
| Pointe Vele repülőtér                         | Wallis és Futuna                                                                             | FUT              | NLWF             |                                                                 |     |
| Pointe-à-Pitre nemzetközi repülőtér           | Les Abymes                                                                                   | PTP              | TFFR             | chamber of commerce and industry                                |     |
| Poitiers–Biard repülőtér                      | Biard                                                                                        | PIS              | LFBI             | Vinci Airports                                                  |     |
| Pontoise – Cormeilles Aerodrome               | Boissy l'Aillerie                                                                            | POX              | LFPT             | Groupe ADP                                                      |     |
| Puka-Puka repülőtér                           | Francia Polinézia                                                                            | PKP              | NTGP             |                                                                 |     |
| Pukarua repülőtér                             | Pukarua                                                                                      | PUK              | NTGQ             |                                                                 |     |
| Párizs-Beauvais-Tilléi repülőtér              | Tillé                                                                                        | BVA              | LFOB             | chambre de commerce et d'industrie de l'Oise                    |     |
| Párizs-Charles de Gaulle repülőtér            | Roissy-en-France Tremblay-en-France Épiais-lès-Louvres Le Mesnil-Amelot Mauregard Mitry-Mory | CDG              | LFPG             | Groupe ADP                                                      |     |
| Párizs–Orly repülőtér                         | Orly                                                                                         | ORY              | LFPO             | Groupe ADP                                                      |     |
| Périgueux repülőtér                           | Bassillac Bassillac et Auberoche                                                             | PGX              | LFBX             |                                                                 |     |
| Péronne-Saint Quentin repülőtér               | Franciaország                                                                                | XSJ              | LFAG             | Communauté de communes de la Haute-Somme                        |     |
| Quiberon repülőtér                            | Franciaország                                                                                |                  | LFEQ             |                                                                 |     |
| Quimper–Cornouaille repülőtér                 | Pluguffan                                                                                    | UIP              | LFRQ             |                                                                 |     |
| Raiatea repülőtér                             | Francia Polinézia                                                                            | RFP              | NTTR             |                                                                 |     |
| Raivavae repülőtér                            | Franciaország                                                                                | RVV              | NTAV             |                                                                 |     |
| Rangiroa repülőtér                            | Francia Polinézia                                                                            | RGI              | NTTG             |                                                                 |     |
| Raroia repülőtér                              | Francia Polinézia                                                                            | RRR              | NTKO             |                                                                 |     |
| Rennes–Saint-Jacques repülőtér                | Saint-Jacques-de-la-Lande                                                                    | RNS              | LFRN             | Chambre de commerce et d'industrie d'Ille-et-Vilaine            |     |
| Rodez–Marcillac repülőtér                     | Salles-la-Source                                                                             | RDZ              | LFCR             |                                                                 |     |
| Roland Garros repülőtér                       | Sainte-Marie                                                                                 | RUN              | FMEE             |                                                                 |     |
| Rouen repülőtér                               | Boos                                                                                         | URO              | LFOP             | SNC-Lavalin                                                     |     |
| Rurutu repülőtér                              | Francia Polinézia                                                                            | RUR              | NTAR             |                                                                 |     |
| Saint Brieuc–Armor repülőtér                  | Trémuson                                                                                     | SBK              | LFRT             |                                                                 |     |
| Saint-Barthélemy-i repülőtér                  | Saint-Barthélemy                                                                             | SBH              | TFFJ             | Territorial Council of Saint-Barthélemy                         |     |
| Saint-François Airport                        | Franciaország                                                                                | SFC              | TFFC             |                                                                 |     |
| Saint-Georges-de-l'Oyapock repülőtér          | Franciaország                                                                                | OYP              | SOOG             | Conseil général de la Guyane                                    |     |
| Saint-Laurent-du-Maroni repülőtér             | Franciaország                                                                                | LDX              | SOOM             |                                                                 |     |
| Saint-Martin - Grand-Case repülőtér           | Grand-Case                                                                                   | SFG              | TFFG             | SNC-Lavalin                                                     |     |
| Saint-Nazaire - Montoir repülőtér             | Montoir-de-Bretagne                                                                          | SNR              | LFRZ             | Vinci Airports Société concessionnaire Aéroports du Grand Ouest |     |
| Saint-Pierre repülőtér                        | Saint-Pierre és Miquelon                                                                     | FSP              | LFVP             |                                                                 |     |
| Saint-Yan repülőtér                           | Saint-Yan                                                                                    | SYT              | LFLN             |                                                                 |     |
| Saint-Étienne – Bouthéon repülőtér            | Andrézieux-Bouthéon                                                                          | EBU              | LFMH             |                                                                 |     |
| Saül repülőtér                                | Saül                                                                                         | XAU              | SOOS             | Conseil général de la Guyane                                    |     |
| Sedan - Douzy repülőtér                       | Franciaország                                                                                |                  | LFSJ             |                                                                 |     |
| Serre-Chevalier Airfield                      |                                                                                              |                  |                  |                                                                 |     |
| St. Tropez repülőtér                          | La Môle                                                                                      | LTT              | LFTZ             |                                                                 |     |
| Strasbourgi repülőtér                         | Entzheim                                                                                     | SXB              | LFST             |                                                                 |     |
| Tahiti nemzetközi repülőtér                   | Faaa                                                                                         | PPT              | NTAA             |                                                                 |     |
| Takapoto Airport                              | Francia Polinézia                                                                            | TKP              | NTGT             |                                                                 |     |
| Takaroa repülőtér                             | Francia Polinézia                                                                            | TKX              | NTKR             |                                                                 |     |
| Takume airport                                | Franciaország                                                                                | TJN              | NTKM             |                                                                 |     |
| Tarbes–Lourdes–Pyrénées repülőtér             | Ossun                                                                                        | LDE              | LFBT             | SNC-Lavalin                                                     |     |
| Tatakoto repülőtér                            | Tuamotu-Gambier-szigetek                                                                     | TKV              | NTGO             |                                                                 |     |
| Tiga repülőtér                                | Új-Kaledónia                                                                                 | TGJ              | NWWA             |                                                                 |     |
| Tikehau repülőtér                             | Francia Polinézia                                                                            | TIH              | NTGC             |                                                                 |     |
| Totegegie repülőtér                           | Francia Polinézia                                                                            | GMR              | NTGJ             |                                                                 |     |
| Touho repülőtér                               | Új-Kaledónia                                                                                 | TOU              | NWWU             |                                                                 |     |
| Toulon–Hyères repülőtér                       | Hyères                                                                                       | TLN              | LFTH             | VINCI                                                           |     |
| Toulouse-Blagnaci repülőtér                   | Blagnac                                                                                      | TLS              | LFBO             | Aéroport Toulouse-Blagnac                                       |     |
| Tours Val de Loire repülőtér                  | Tours                                                                                        | TUF              | LFOT             | SNC-Lavalin                                                     |     |
| Troyes – Barberey repülőtér                   | Barberey-Saint-Sulpice                                                                       | QYR              | LFQB             | SNC-Lavalin                                                     |     |
| Tubuai – Mataura repülőtér                    | Franciaország                                                                                | TUB              | NTAT             |                                                                 |     |
| Tureia repülőtér                              | Tureia                                                                                       | ZTA              | NTGY             |                                                                 |     |
| Ua Huka Airport                               | Ua-Huka                                                                                      | UAH              | NTMU             |                                                                 |     |
| Ua Pou Airport                                | Ua-Pou                                                                                       | UAP              | NTMP             |                                                                 |     |
| Ushant repülőtér                              | Ouessant                                                                                     | OUI              | LFEC             | Ville d'Ouessant                                                |     |
| Vahitahi repülőtér                            | Tuamotu-Gambier-szigetek                                                                     | VHZ              | NTUV             |                                                                 |     |
| Valence-Chabeuil repülőtér                    | Auvergne-Rhône-Alpes Chabeuil                                                                | VAF              | LFLU             |                                                                 |     |
| Valenciennes-Denain Airport                   | Prouvy                                                                                       |                  | LFAV             |                                                                 |     |
| Vichy – Charmeil repülőtér                    | Charmeil                                                                                     | VHY              | LFLV             |                                                                 |     |
| Wallis-Hihifo repülőtér                       | Franciaország                                                                                | WLS              | NLWW             |                                                                 |     |
| aérodrome de Limoges-Feytiat                  |                                                                                              |                  |                  |                                                                 |     |
| Épinal – Mirecourt repülőtér                  | Juvaincourt                                                                                  | EPL              | LFSG             |                                                                 |     |
| Île Art – Waala repülőtér                     | Új-Kaledónia                                                                                 | BMY              | NWWC             |                                                                 |     |
| Île Ouen nemzetközi repülőtér                 | Új-Kaledónia                                                                                 | IOU              | NWWO             |                                                                 |     |
| Île d'Yeu Aerodrome                           | Franciaország                                                                                | IDY              | LFEY             |                                                                 |     |
| Île des Pins Airport                          | Új-Kaledónia                                                                                 | ILP              | NWWE             |                                                                 |     |